# Gonomyia (Leiponeura) tergofimbriata
Gonomyia (Leiponeura) tergofimbriata is een tweevleugelige uit de familie steltmuggen (Limoniidae). De soort komt voor in het Neotropisch gebied.